# Haldimand County
Haldimand County es una municipalidad de nivel único rural en la Península del Niágara en el suroeste de Ontario, Canadá, en la costa norte del lago Erie y el río Grand. Las oficinas municipales están localizadas en Cayuga.
El condado es adyacente al condado de Norfolk, al condado de Brant, a la ciudad de Hamilton y al municipio regional de Niágara. 